# Bangcal
Bangcal es un barrio rural  del municipio filipino de cuarta categoría de Cuyo perteneciente a la provincia  de Paragua en Mimaro,  Región IV-B.

## Geografía
Situado en el interior de la isla de Gran Cuyo,  situada  en el mar de Joló en las  Islas de Cuyos, archipiélago formado por  cerca de 45 islas situadas al noreste de la isla  de Paragua (Puerto Princesa), al sur de Mindoro (San José) y al oeste de la de  Panay (Iloílo).
Su término linda al norte con los barrios de Catadman y de Tocadán; al sur con el de Suba; al este con los de Lagaoriao y de  Lungsod ; y al oeste con el de Cabigsing, de cuyo  puerto parten líneas regulares hacia Agutaya, Puerto Princesa e Iloílo.

### Demografía
El barrio  de Bangcal contaba  en mayo de 2010 con una población de 1.274  habitantes, siendo el más poblado del municipio.